# Fontanela

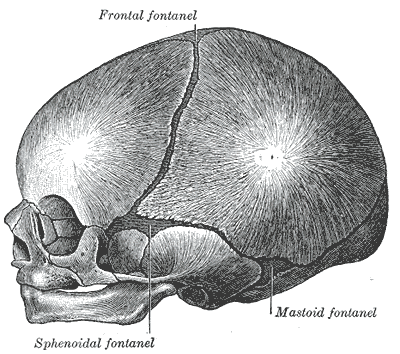
Lebka novorozence

Fontanela je vazivový lupínek, který se nachází u dítěte na lebce mezi jednotlivými kostmi. Postupně však osifikuje a ve dvou letech už jsou kosti zcela srostlé. Existuje fontanela čelní (fonticulus frontalis), fontanela týlní (fonticilus occipitalis), fontanela klínová (fonticulus sphenoidalis) a fontanela postranní (fonticulus mastoideus). Fontanely jsou významné především během porodu, protože se díky nim mohou jednotlivé lebeční kosti přiblížit a zúžit tak lebku. V některých případech fontanely nesrostou úplně a vzniká variabilní kůstka zvaná jako os bregmaticum.